# Kathy Kozachenko
Kathy Kozachenko (Alexandria, 1963) è una politica statunitense che è stata la prima candidata apertamente omosessuale a candidarsi con successo per una carica politica negli Stati Uniti.
Kozachenko era candidata con il Partito per i diritti umani (Human Rights Party, HRP), un partito locale di sinistra che era già riuscito a vincere due seggi al Consiglio comunale di Ann Arbor, Michigan nel 1972.

## Biografia
Nata ad Alexandria (Virginia), Kozachenko si trasferì durante la sua giovinezza. Da Toledo (Ohio), arrivò a Plymouth, nel Michigan. Entrò a far parte del Partito per i diritti umani all'inizio degli anni '70.
Kozachenko fu studentessa presso l'Università del Michigan, dove ricevette sostegno per il suo programma progressista, che includeva una multa di non più di cinque dollari per il possesso di piccole quantità di marijuana. Un'altra parte della sua proposta consisteva in "un tetto sull'ammontare del profitto che un proprietario potrebbe ricavare dagli affitti di un edificio".
Sfidando solo un liberal-democratico, la ventunenne Kozachenko fu eletta nel consiglio comunale di Ann Arbor il 2 aprile 1974. Conquistò il seggio "in rappresentanza della seconda circoscrizione della città per cinquantadue voti".
I predecessori dell'HRP nel consiglio comunale, Nancy Wechsler e Jerry DeGrieck, si erano dichiarati lesbica e gay durante i loro primi e unici mandati in consiglio comunale, diventando così i primi titolari di cariche pubbliche apertamente LGBT negli Stati Uniti; tuttavia, Wechsler e DeGrieck non si erano candidati come persone dichiaratamente omosessuali.